# Єрнут
Єрнут (рум. Iernut, угор. Radnót}) — місто у повіті Муреш в Румунії. Адміністративно місту підпорядковані такі села (дані про населення за 2002 рік):
- Дяг (390 осіб)
- Лекінца (801 особа)
- Оарба-де-Муреш (161 особа)
- Порумбак (32 особи)
- Ракамец (26 осіб)
- Селкуд (774 особи)
- Сфинту-Георге (371 особа)
- Чипеу (1138 осіб)

Місто розташоване на відстані 267 км на північний захід від Бухареста, 27 км на захід від Тиргу-Муреша, 60 км на південний схід від Клуж-Напоки, 138 км на північний захід від Брашова.

## Історія
В Єрнуті (що тоді називався по-угорськи Раднот) у 1656 була підписана угода між Військом Запорізьким, Швецією, Трансільванією, Бранденбургом та литовським князем Богуславом Радзивіллом про військовий союз для боротьби з Річчю Посполитою.

## Населення
За даними перепису населення 2002 року у місті проживали 9523 особи.
Національний склад населення міста:
| Національність | Кількість осіб | Відсоток |
| -------------- | -------------- | -------- |
| румуни         | 7229           | 75,9 %   |
| угорці         | 1426           | 15,0 %   |
| цигани         | 852            | 8,9 %    |
| німці          | 12             | 0,1 %    |
| євреї          | 2              | < 0,1 %  |
| греки          | 1              | < 0,1 %  |
| італійці       | 1              | < 0,1 %  |

Рідною мовою назвали:
| Мова       | Кількість осіб | Відсоток |
| ---------- | -------------- | -------- |
| румунська  | 7646           | 80,3 %   |
| угорська   | 1416           | 14,9 %   |
| циганська  | 451            | 4,7 %    |
| німецька   | 8              | 0,1 %    |
| грецька    | 1              | < 0,1 %  |
| італійська | 1              | < 0,1 %  |

Склад населення міста за віросповіданням:
| Релігія                                       | Кількість осіб | Відсоток |
| --------------------------------------------- | -------------- | -------- |
| православні                                   | 7214           | 75,8 %   |
| реформати                                     | 1181           | 12,4 %   |
| римо-католики                                 | 306            | 3,2 %    |
| греко-католики                                | 242            | 2,5 %    |
| п'ятдесятники                                 | 232            | 2,4 %    |
| бретрени                                      | 107            | 1,1 %    |
| баптисти                                      | 62             | 0,7 %    |
| адвентисти                                    | 43             | 0,5 %    |
| унітарії                                      | 23             | 0,2 %    |
| не релігійні                                  | 18             | 0,2 %    |
| старообрядці                                  | 5              | 0,1 %    |
| лютерани (Синодально-пресвітеріанська церква) | 4              | < 0,1 %  |
| лютерани                                      | 3              | < 0,1 %  |
| юдеї                                          | 2              | < 0,1 %  |
| атеїсти                                       | 2              | < 0,1 %  |
| лютерани (Аугсбурзького сповідання)           | 1              | < 0,1 %  |
| не вказали релігію                            | 3              | < 0,1 %  |